# Ækvatorialguinea ved sommer-OL 2024
Ækvatorialguinea deltog i sommer-OL 2024 i Paris, Frankrig i perioden 26. juli til 11. august 2024.
Landet vandt ingen medaljer.

## Medaljer
| 2024 Paris       | Guld | Sølv | Bronze | Total |
| Ækvatorialguinea | 0    | 0    | 0      | 0     |

### Medaljevinderne
| Ækvatorialguinea under sommer-OL 2024 i Paris | Ækvatorialguinea under sommer-OL 2024 i Paris | Ækvatorialguinea under sommer-OL 2024 i Paris | Ækvatorialguinea under sommer-OL 2024 i Paris | Ækvatorialguinea under sommer-OL 2024 i Paris |
| Medalje                                       | Navn                                          | Sport                                         | Event                                         | Dato                                          |
| --------------------------------------------- | --------------------------------------------- | --------------------------------------------- | --------------------------------------------- | --------------------------------------------- |
| -                                             | -                                             | -                                             | -                                             | -                                             |